# Carbón bituminoso

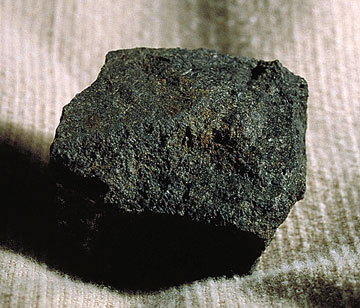
Carbón bituminoso.

El carbón bituminoso es un carbón relativamente duro que contiene betún, entre el lignito y la antracita en la serie lignohullera. Suele ser de color negro, a veces marrón oscuro, presentando a menudo una bandas bien definidas de material brillante y mate. Las vetas de carbón bituminoso se identifican estratigráficamente por la distintiva secuencia de bandas brillantes y oscuras.
Es una roca sedimentaria orgánica formada por la compresión diagenética y submetamórfica de material turboso, de forma que sus componentes principales son macerales: vitrinita, exinita, etcétera. El carbón bituminoso contiene entre un 60 y un 80 % de carbono, siendo el resto agua, aire, hidrógeno y azufre que no ha sido repelido de los macerales.
El contenido calorífico del carbón bituminoso oscila entre los 21 a 30 millones Btu/t (24 a 35 MJ/kg).

## Usos
Los carbones bajos o bituminosos se clasifican según su reflectancia, humedad, contenido volátil, plasticidad y contenido de ceniza. Generalmente, los carbones bituminosos de mayor valor tienen un grado mínimo de plasticidad, volatilidad y bajo contenido en ceniza, especialmente con bajo contenido en carbonatos, fósforo y azufre.
La plasticidad es vital para la fabricación de coque y acero, donde el carbón tiene que comportarse de forma que permita la mezcla con óxidos de hierro durante la fundición. El bajo contenido en fósforo es vital para estos carbones, dado que este elemento es dañino en el proceso de elaboración de acero.
El coque es mejor si tiene un bajo margen de volatilidad y plasticidad. Esto se mide mediante la evaluación del Índice de Dilatación Libre. El contenido en betún, el contenido volátil y el índice de dilatación se usan para seleccionar carbones aptos para la mezcla con coque.
La volatilidad también es crítica para la fabricación de acero y la generación de energía, pues esto determina la tasa de combustión del carbón. Los carbones con alto contenido volátil pueden ser fáciles de encender pero no tan baratos como los carbones menos volátiles, y éstos a su vez pueden resultar más difíciles de encender pero contendrán más energía por unidad de volumen. El fundidor debe equilibrar el contenido volátil de los carbones para optimizar la facilidad de ignición, la tasa de combustión y la energía producida.
Los carbones bajos en ceniza, azufre y carbonatos son apreciados para la generación de energía porque no producen demasiada escoria y no exigen demasiado esfuerzo para eliminar las partículas en suspensión de los gases de combustión. Los carbonatos son dañinos pues tienden a adherirse a la caldera. El contenido sulfuroso también es dañino en cierta medida por ser emitido a la atmósfera y contribuir a la formación de smog y lluvia ácida. De nuevo, pueden eliminarse de los gases de combustión filtrando estos.